# Drapelul Chinei
Drapelul național al Republicii Populare Chineze  este un drapel roșu cu cinci stele galbene dispuse lângă lance, în partea superioară. Una din stele, cea mai apropiată de lance este mare, fiind înconjurată de patru stele mai mici dispuse sub formă de semicerc. Drapelul are o proporție de 2:3 între lățime și lungime. Culoarea roșie reprezintă revoluția comunistă; cele cinci stele reprezintă unitatea poporului chinez sub conducerea Partidului Comunist Chinez (PCC). Uneori steagul este numit „Steagul roșu cu cinci stele” Wǔ Xīng Hóng Qí (în limba chineză simplificată: 五星红旗; cu caractere pinyin: wǔ xīng hóng qí)
Steagul a fost proiectat de  Zeng Liansong, un cetățean din Ruian, Zhejiang. El a făcut proiectul răspunzând circularei distribuite de Comisia de Pregătire a Noii Conferinței Consultative Politice (新政治協商會議籌備會, Xīn zhèngzhì xiéshāng huìyì chóubèi huì) din iulie 1949, imediat după preluarea puteri de după Războiul Civil Chinez. 
S-au primit 2992 proiecte pentru drapel, iar proiectul lui Zeng a intrat în finala cu 38 de proiecte finaliste. 
După câteva întâlniri și mici modificări proiectul lui Zeng a fost ales ca drapel național. Drapelul a fost arborat în centru Pieței Tienanmen de Armata Republicii Populare Chineze în data de 1 octombrie 1949 la ceremonia de proclamare a Republicii Populare Chineze.
Alte drapele folosite de Republica Populară Chineză folosesc un fond roșu pentru a simboliza revoluția alături de alte simboluri.
Drapelul Armatei Republicii Populare Chineze
Drapelul Armatei Republicii Populare Chineze (Armata de Eliberare a Poporului) folosește steaua galbenă alături de caracterele chinezești 8-1 (Pentru 1 august, data când a fost înființată Armata de Eliberare a Poporului.
| A golden star, along with three Chinese characters, placed on a red background. |
| Armata                                                                          |

| A golden star, along with three Chinese characters, placed on a red background. At the bottom of a flag is a green bar. |
| Forțele Terestre |

| A golden star, along with three Chinese characters, placed on a red background. At the bottom of a flag are stripes of blue, white, blue, white and blue. |
| Marina |

| A golden star, along with three Chinese characters, placed on a red background. At the bottom of a flag is a sky blue bar. |
| Forțele Aeriene |